# Tomás Cruz
João Tomás de Sousa Moreira Cruz (Porto, 26 giugno 2005) è un calciatore lussemburghese con cittadinanza portoghese, centrocampista del Benfica B e della nazionale lussemburghese.

## Carriera

### Club
Tomás Cruz ha iniziato a giocare a calcio nel settore giovanile del Porto per poi passare al Norden 02 nel 2015 ed all'Hannover 96 sei anni più tardi. Nel 2024 è stato acquistato dal Benfica che lo ha assegnato alla seconda squadra.

### Nazionale
Il 15 ottobre 2024 ha debuttato con la nazionale lussemburghese nell'incontro di UEFA Nations League pareggiato 1-1 contro la Bielorussia.

## Statistiche

### Presenze e reti nei club
Statistiche aggiornate al 12 ottobre 2024.
| Stagione        | Squadra         | Campionato      | Campionato | Campionato | Coppe nazionali | Coppe nazionali | Coppe nazionali | Coppe continentali | Coppe continentali | Coppe continentali | Altre coppe | Altre coppe | Altre coppe | Totale | Totale | Totale |
| Stagione        | Squadra         | Comp            | Pres       | Reti       | Comp            | Pres            | Reti            | Comp               | Pres               | Reti               | Comp        | Pres        | Reti        | Pres   | Reti   |        |
| --------------- | --------------- | --------------- | ---------- | ---------- | --------------- | --------------- | --------------- | ------------------ | ------------------ | ------------------ | ----------- | ----------- | ----------- | ------ | ------ | ------ |
| 2024-2025       | Benfica B       | SL              | 0          | 0          |                 | -               | -               | -                  | -                  | -                  | -           | -           | -           | 0      | 0      |        |
| Totale carriera | Totale carriera | Totale carriera | 0          | 0          |                 | -               | -               |                    | -                  | -                  |             | -           | -           | 0      | 0      |        |

### Cronologia presenze e reti in nazionale
| Cronologia completa delle presenze e delle reti in nazionale ― Lussemburgo | Cronologia completa delle presenze e delle reti in nazionale ― Lussemburgo | Cronologia completa delle presenze e delle reti in nazionale ― Lussemburgo | Cronologia completa delle presenze e delle reti in nazionale ― Lussemburgo | Cronologia completa delle presenze e delle reti in nazionale ― Lussemburgo | Cronologia completa delle presenze e delle reti in nazionale ― Lussemburgo | Cronologia completa delle presenze e delle reti in nazionale ― Lussemburgo | Cronologia completa delle presenze e delle reti in nazionale ― Lussemburgo |
| Data                                                                       | Città                                                                      | In casa                                                                    | Risultato                                                                  | Ospiti                                                                     | Competizione                                                               | Reti                                                                       | Note                                                                       |
| -------------------------------------------------------------------------- | -------------------------------------------------------------------------- | -------------------------------------------------------------------------- | -------------------------------------------------------------------------- | -------------------------------------------------------------------------- | -------------------------------------------------------------------------- | -------------------------------------------------------------------------- | -------------------------------------------------------------------------- |
| 15-10-2024                                                                 | Zalaegerszeg                                                               | Bielorussia                                                                | 1 – 1                                                                      | Lussemburgo                                                                | UEFA Nations League 2024-2025 - 1º turno                                   | -                                                                          | 76’                                                                        |
| 15-11-2024                                                                 | Lussemburgo                                                                | Lussemburgo                                                                | 0 – 1                                                                      | Bulgaria                                                                   | UEFA Nations League 2024-2025 - 1º turno                                   | -                                                                          |                                                                            |
| 18-11-2024                                                                 | Lussemburgo                                                                | Lussemburgo                                                                | 2 – 2                                                                      | Irlanda del Nord                                                           | UEFA Nations League 2024-2025 - 1º turno                                   | -                                                                          |                                                                            |
| 22-3-2025                                                                  | Lussemburgo                                                                | Lussemburgo                                                                | 1 – 0                                                                      | Svezia                                                                     | Amichevole                                                                 | -                                                                          | 73’                                                                        |
| 25-3-2025                                                                  | San Gallo                                                                  | Svizzera                                                                   | 3 – 1                                                                      | Lussemburgo                                                                | Amichevole                                                                 | -                                                                          | 46’                                                                        |
| 6-6-2025                                                                   | Lussemburgo                                                                | Lussemburgo                                                                | 0 – 1                                                                      | Slovenia                                                                   | Amichevole                                                                 | -                                                                          | 89’                                                                        |
| 10-6-2025                                                                  | Lussemburgo                                                                | Lussemburgo                                                                | 0 – 0                                                                      | Irlanda                                                                    | Amichevole                                                                 | -                                                                          | 18’ 89’                                                                    |
| Totale                                                                     |                                                                            | Presenze                                                                   | 7                                                                          |                                                                            | Reti                                                                       | 0                                                                          |                                                                            |